# Тарзијери
Тарзијери, аветњаци или авети представљају групу примата која је добила назив по великим стопалима (тарзуси) која овим малим (9-16 cm) животињама омогућавају да могу да праве велике скокове.
До 2010. године, све врсте тарзијера су обично биле приписане овом роду, али је ревизијом породице Tarsiidae враћен генерички статус Cephalopachus и створен је нови род Carlito.

## Опис
На малом лицу се налазе огромне очи које су усмерене ка напред и тако омогућавају тачну процену раздаљине. Мозак код ових животиња је веће запремине него код њима блиских рођака, али им је чуло мириса слабо развијено. Њушка тарзијера више личи на њушку виших примата него на њушку лемура (која изгледа као код пса). Лобања им је лоптаста. Уши су им попут ушију код слепих мишева и непрекидно се помичу.

## Исхрана
Хране се инсектима и мањим животињама.

## Станиште
Настањују густе џунгле, а лако приањају уз вертикалне површине стабла због лепљивих јастучића у облику дугмета које имају на прстима.

## Ареал
Настањују нека острва југоисточне Азије, укључујући Филипине, Сулавеси, Борнео и Суматру.

## Систематика
Донедавно све врсте тарзијера су сврставане у овај род, међутим недавно су две врсте издвојене у два посебна рода, истовремено признато је још неколико врста. Све врсте рода Tarsius су насељене на острву Сулавеси или оближњим индонежанским острвима.
Род Tarsius:
- Miller & Hollister, 1921
- Fischer, 1804
- Merker & Groves, 2006
- Sody, 1949
- Miller & Hollister, 1921
- Meyer, 1897
- Shekelle et al., 2017
- Merker et al., 2010
- (Erxleben, 1777)
- Shekelle et al., 2008

Следеће две врсте су описали Шекел Гроувс и његове колеге 2017. године:
- Гурскијев спектрални тарзијер, T. spectrumgurskyae Shekelle et al., 2017
- Јатнин тарзијер, T. supriatnai Shekelle et al., 2017

Шекел и колеге су 2019. године описали још једну врсту:
- Нимицов тарзијер Tarsius niemitzi

Две врсте које су издвојене из овог рода су:
- западни тарзијер (Cephalopachus bancanus, раније ) - насељава Борнео и Суматру
- филипински тарзијер (Carlito syrichta, раније ) - насељава јужна филипинска острва

Према подацима из 2018, фосилна евиденција такође препознаје следеће додатне изумрле врсте:
- †Tarsius eocaenus Beard et al., 1994[10]
- †Tarsius sirindhornae Chaimanee et al., 2011[11]